# Hradčanský rybník
Hradčanský rybník je napájený Hradčanským potokem na území někdejšího vojenského prostoru Ralsko v jihovýchodní části Českolipska, u vsi Hradčany patřící pod město Ralsko.

## Umístění a parametry
Rybník je jedním ze skupiny, nazývané Hradčanské rybníky. Rybníky jsou v oblasti Ralské pahorkatiny spravované státním podnikem Vojenské lesy a statky na území vojenského prostoru Ralsko. Všechny jsou napájeny protékajícím Hradčanským potokem, který se za Mimoní stává levostranným přítokem řeky Ploučnice. Hráz rybníka je přímo v obci. 
Hradčanský rybník má plochu 11 ha a je využíván i k rybolovu. Větší část břehů je zalesněna.

## Ochrana přírody
Celá soustava Hradčanských rybníků vč. menší části hlavního Hradčanského je chráněna od roku 1933. Nyní má statut přírodní rezervace, pod odborným dohledem AOPK ČR - Agentury pro ochranu přírody a krajiny ČR. Od roku 2004 je soustava součástí rozlehlého chráněného území Evropy programu Natura 2000 s názvem Ptačí oblast Českolipsko - Dokeské pískovce a mokřady. Tato oblast zahrnuje i Máchovo jezero, Novozámecký rybník a řadu rezervací a přírodních památek jižní části okresu České Lípy.

## Dostupnost
Autem lze parkovat v obci Hradčany přímo u rybníka. Nejbližší stanice vlaku je ve městě Mimoň zhruba 7 km na sever.Do obce zajíždí autobusová linka ČSAD Česká Lípa.

## Fotogalerie

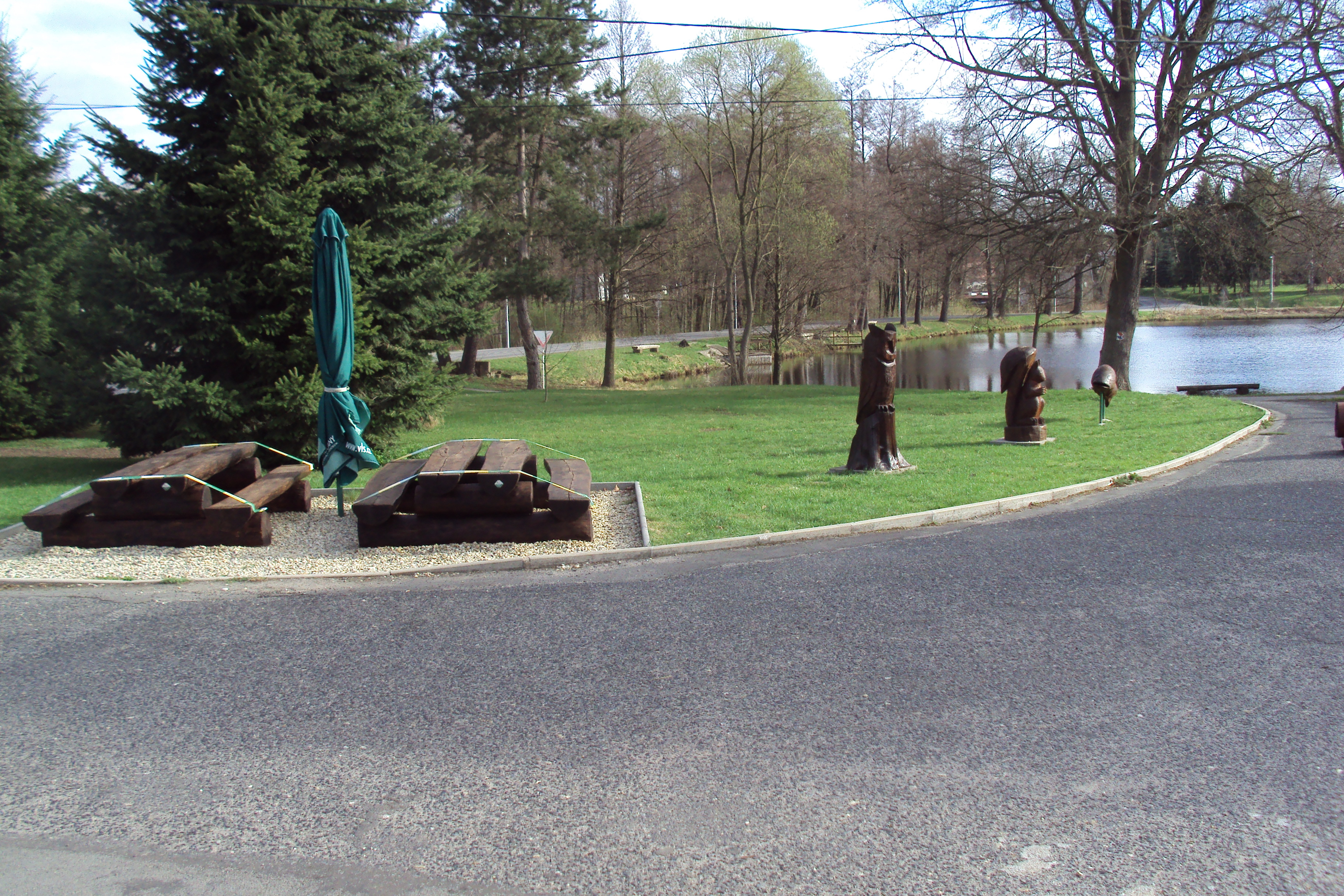
Hradčanský rybník od vsi
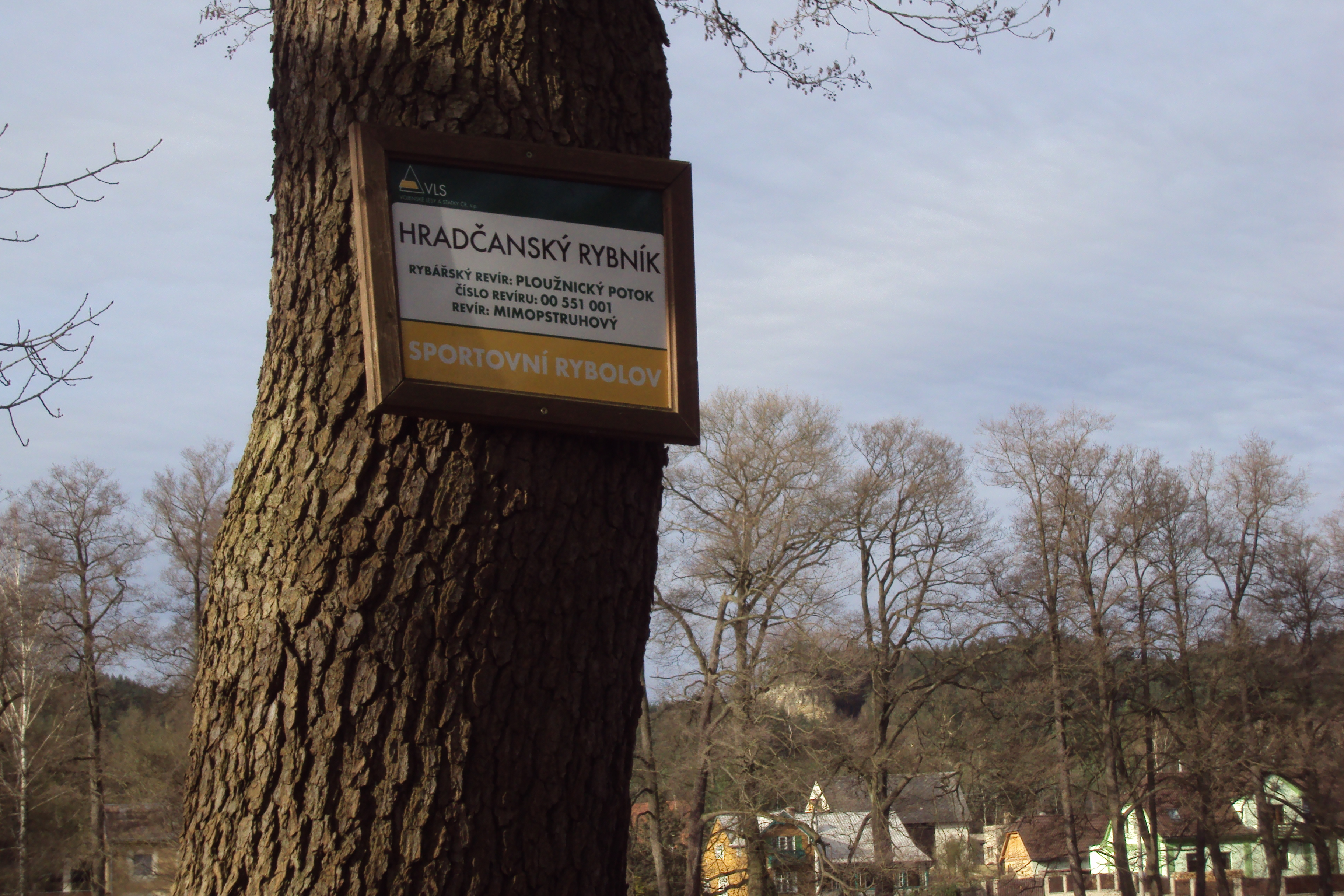
Rybník je v péči rybářů